# Cool World (computerspel)
Cool World is een videospel dat is ontwikkeld door Twilight en werd uitgegeven door Ocean Software. Het spel kwam in 1992 uit voor diverse homecomputers. De speler speelt Frank Harris en moet Holli Would stoppen terug te keren naar de echte wereld.

## Platforms
| Jaar | Platform                                 |
| ---- | ---------------------------------------- |
| 1992 | Amiga, Atari ST, Commodore 64, DOS, SNES |
| 1993 | Game Boy, NES                            |

## Ontvangst
| Beoordeeld door                | Platform | Jaar | Score |
| ------------------------------ | -------- | ---- | ----- |
| ASM (Aktueller Software Markt) | DOS      | 1993 | 67%   |
| PC Player (Duitsland)          | DOS      | 1993 | 63%   |
| PC Games (Duitsland)           | DOS      | 1993 | 61%   |
| Power Play                     | DOS      | 1993 | 59%   |